# Томайлы, Пётр Иванович
Пётр Иванович Томайлы (молд. Piotr Tomailî; род. 21 октября 1965, Чок-Майдан, Гагаузия) — приднестровский предприниматель и политик, депутат Верховного совета ПМР от партии «Обновление» (2005—2010), независимый кандидат на выборах президента ПМР 2006 года.

## Биография
Родился 21 октября 1965 года в селе Чок-Майдан недалеко от города Комрат (Молдавская ССР, сегодня в административно-территориальной единице Гагаузии) в семье гагаузов по национальности.
Учился в средней школе в родном селе (1972—1981), затем учился в ПТУ в городе Бендеры (1981—1983), которое окончил с высоким средним баллом. В 1983 году устроился рабочим по монтажу машин и оборудования на Тираспольском участке завода «Молдпродмонтаж».
После прохождения срочной службы в Советской армии (1984—1986) и увольнения в запас в звании фельдфебеля работал инспектором Управления государственной безопасности Бендерского территориального подразделения МВД. С 1992 по 1997 год учился на курсах юридического факультета Тираспольского государственного университета имени Т. Г. Шевченко. До 1998 года занимал различные должности в органах внутренних дел.
С 2001 года занялся бизнесом, став предпринимателем и владельцем сети аптек и магазинов в городе Бендеры.
27 марта 2005 года избран депутатом Совета народных депутатов города Бендеры, входя в состав Комиссии по приватизации. 11 декабря 2005 года стал депутатом Верховного совета Приднестровской Молдавской республики. В этом качестве он был назначен членом Комитета по экономической политике, бюджету и финансам.
Баллотировался как независимый кандидат на пост президента Приднестровской Молдавской Республики на выборах 10 декабря 2006 года вместе со своим советником Александром Коршуновым (на должность вице-президента). В своей предвыборной программе он выступал за независимость Приднестровья и очень тесные отношения с Россией. По предположениям СМИ, его неудачное вступление в предвыборную гонку было направлено на укрепление его имиджа среди местной бизнес-элиты, чтобы подготовить почву для поста президента Верховного совета. Он заявил, что особенно рассчитывает на поддержку среднего класса и молодых бизнесменов, а также жителей родного города Бендеры.
Хотя он представил список из почти 9000 подписей в пользу своей кандидатуры, он получил лишь 5480 голосов (что составляет 2,1% от общего числа действительных голосов), заняв, таким образом, последнее место среди четырех кандидатов.
Женат, имеет дочь и сына.